# Новакі (Мазовецьке воєводство)
Новакі (пол. Nowaki) — село в Польщі, у гміні Скужець Седлецького повіту Мазовецького воєводства.
Населення — 218 осіб (2011).
У 1975-1998 роках село належало до Седлецького воєводства.

## Демографія
Демографічна структура станом на 31 березня 2011 року:
|          | Загалом | Допрацездатний вік | Працездатний вік | Постпрацездатний вік |
| -------- | ------- | ------------------ | ---------------- | -------------------- |
| Чоловіки | 114     | 36                 | 61               | 17                   |
| Жінки    | 104     | 25                 | 51               | 28                   |
| Разом    | 218     | 61                 | 112              | 45                   |